# Flaga Gruzińskiej SRR
Flaga Gruzińskiej Socjalistycznej Republiki Radzieckiej w opisanej wersji obowiązywała od 11 kwietnia 1951 r.
Dominującym kolorem flagi była czerwień – barwa flagi ZSRR. Kolor ten od czasów Komuny Paryskiej był symbolem ruchu komunistycznego i robotniczego, jako nawiązanie do przelanej przez robotników krwi.
Flaga w lewym górnym rogu zawierała wizerunki czerwonego sierpa i młota oraz umieszczonej nad nimi czerwonej pięcioramiennej gwiazdy. Sierp i młot znajdowały się na tle stylizowanego niebieskiego słońca (od którego odchodziły 24 promienie), wpisanego w kwadrat i symbolizowały sojusz robotniczo-chłopski. Czerwona gwiazda oznaczała przyszłe, spodziewane zwycięstwo komunizmu we wszystkich pięciu częściach świata. Ponadto przez takie umieszczenie symboli flaga nawiązywała graficznie do flagi ZSRR, jednak sztandar Gruzińskiej SRR jako jedyny spośród flag republik związkowych wyróżniał się tym, iż sierp i młot nie były złote na czerwonym tle, jak na fladze ZSRR, lecz czerwone na niebieskim.

Flaga Gruzji – przez krótki czas – oficjalna flaga Gruzińskiej SRR

W końcu 1990 r., na fali nacjonalizmu i dążeń niepodległościowych, które w konsekwencji w rok później doprowadziły do rozpadu ZSRR i uzyskania niepodległości przez Gruzję, władze zdecydowały o odejściu od symbolizującej komunizm i internacjonalizm flagi i wprowadziły nowy sztandar. Był on oparty na fladze niepodległej Gruzji z lat 1918 – 1921.
Po uzyskaniu niepodległości w 1991 r. flaga ta stała się flagą Gruzji.

## Poprzednie wersje flagi Gruzińskiej SRR

Flaga z 1922 r. z gruzińskim napisem

Dwie pierwsze wersje flagi socjalistycznej Gruzji były czerwone, a w ich górnych lewych rogach znajdował się napis. I tak w wersji z 1921 r. był to rosyjski skrót nazwy kraju zapisany cyrylicą – ССРГ (czyt. SSRG), w 1922 r. – gruziński napis სსსრ (czyt. SSSR). Kolejne wersje flagi Gruzińskiej SRR nie różniły się zbytnio od flagi obowiązujęcej po roku 1951. Jedyną różnicą było to, iż w okresie poprzednim na fladze umieszczony był napis. I tak w latach 1922–1937 znajdował się tam skrót rosyjskiej nazwy kraju zapisany cyrylicą – ССРГ (tj. SSRG). W latach 1937–1940 w tym samym miejscu widniał złoty gruziński napis საქართველოს სსრ (tj. Sakartwelos SSR), a od 1940 do 1951 r. – napis სსსრ (tj. SSSR).

### Wersje flagi Gruzińskiej SRR w republikach autonomicznych

Flaga Abchaskiej ASRR

Flaga Adżarskiej ASRR

Nieznacznie zmieniona flaga Gruzińskiej SRR na była także oficjalną flagą republikach autonomicznych wchodzących w skład Gruzińskiej SRR: Abchaskiej Autonomicznej Socjalistycznej Republiki Radzieckiej i Adżarskiej Autonomicznej Socjalistycznej Republiki Radzieckiej. Modyfikacja w stosunku do symbolu gruzińskiego polegała na tym, iż flagi republik autonomicznych uzupełniano o częściowo skrócony napis z nazwą autonomii umieszczony pod wizerunkiem słońca. Na ówczesnej fladze abchaskiej znajdował się złoty napis cyrylicą: Аҧсны ACCP, a na fladze adżarskiej – złoty napis pismem gruzińskim: აასსრ